# Казачья одежда

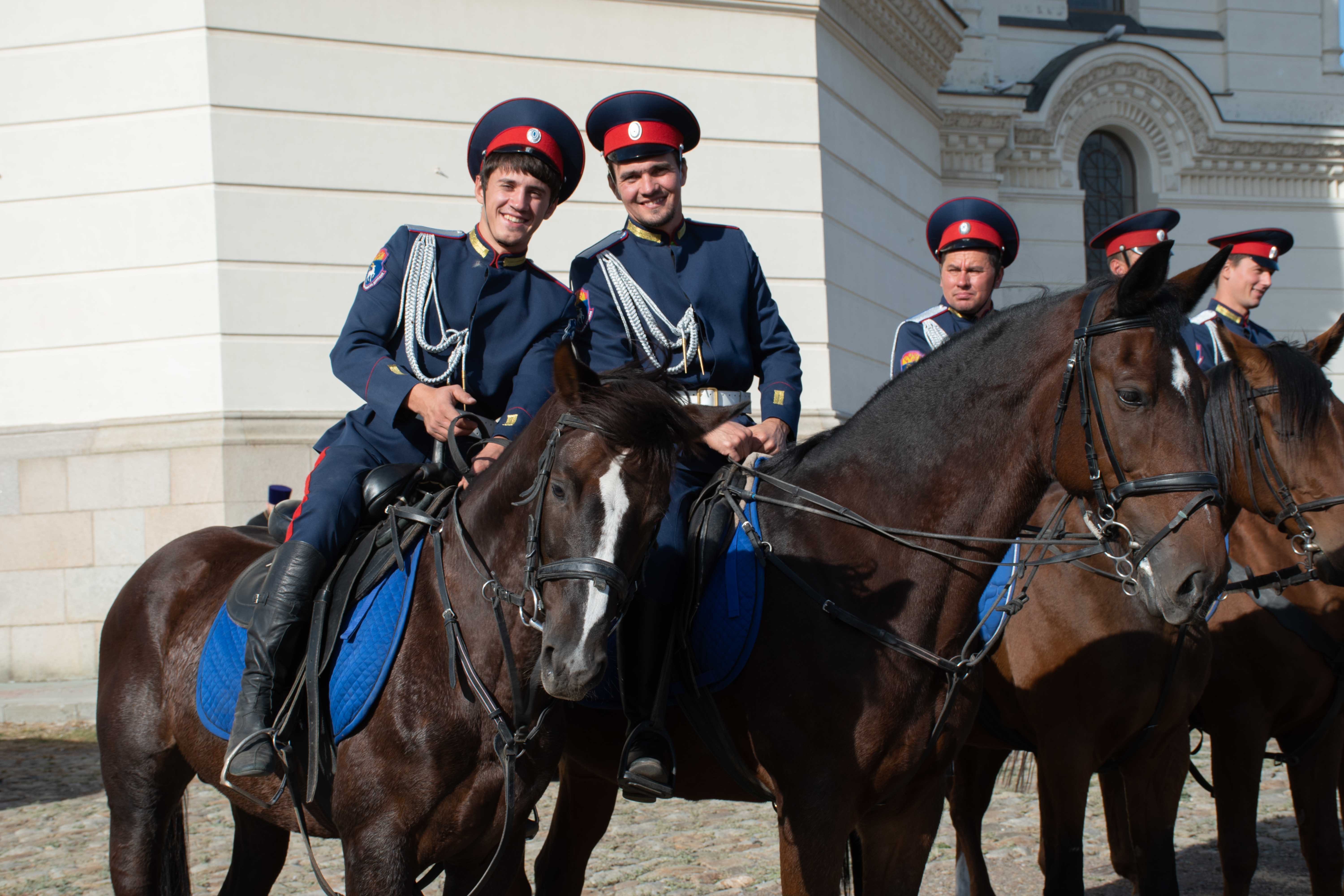
Донские казаки на праздник Покрова в Новочеркасске, 2018 год

Казачья одежда создалась путём развития традиций и местных художественных вкусов предшествующих степных народов, преимущественно татар.
Делится на культурные ареалы в зависимости от казачьего войска — донские, терские, уральское и т. п.
Про одежду запорожцев см. Одежда запорожских казаков.

## Элементы
По описаниям и старинным зарисовкам главными частями мужской одежды казаков служили:
- широкие порты на учкуре
- бешмет (аналог рубахи-гимнастерки) до колен или короче с закрытой грудью, с цельными передними полами, правая поверх левой, с мягким воротником и с застежками на крючках посредине груди, при спине по талии-обрезной и с двумя-тремя парами складок от пояса вниз, со свободными рукавами, шился из разных покупных тканей, нередко из красного или белого кашемира.;
- суконный верхний кафтан, по названию «чекмень» — на Дону, «керея» — у запорожцев, шитый так же как бешмет, но с открытой грудью, при узком шалевом вороте или вороте обшитом широкой тесьмой. Гоголь упоминает о казачьих жупанах синего, красного и желтого цветов. Рукава широкие схваченные манжетами, часто откидные с задним локтевым прорезом; запорожская керея имела такие же широкие, но короткие рукава, выше локтя, то есть подобные тем, какие по Константину Багрянородному в X в. были у торков-узов;
- на голове казаки и их предки всегда носили цилиндрические меховые шапки различной высоты, в старое время с клиновидным тумаком.

В 1864 г. русский академик Стефани приметил, что казачьи бешметы во всем подобны скифским кафтанам. Одежду подобного типа, длинные чекмени, с названием «казак» Иосафат Барбаро видел в Азове и в Персии (XV в. Путешествие в Тану и Персию).

## Форменная одежда
- Китель
- Бекеши (пальто)
- Черкеска — суконная чёрная или серая одежда ниже колен, плотно облегавшая тело до талии, а от талии до подола расширявшаяся
- Башлык — капюшон с длинными концами. «По тому, как завязывался башлык, можно было узнать возраст казака: завязанный на груди он означал, что казак отслужил военную службу, перекрещенный на груди говорил что он состоит на службе, а если концы были заброшены за спину — казак на отдыхе»[1].
- Бурка
- Брюки, шаровары. Шились из двух полотнищ ткани — «колош», перегнутых по основе и сшивались посередине вставкой-«мотнёй». Каждую штанину выкраивали из целого прямого полотнища. Мотню шили по-украински из квадратного куска материи — «платка» или разрезали квадрат по диагонали — «на угол» пополам и приставляли в шагу.
- Рубашка: косоворотка, гимнастерка, бешмет. Рубаха с разрезом посередине бытовала до середины XIX века, позднее получили распространение косоворотки и рубахи с кокеткой-«талейкой». Б
- Папаха
  - Кубанка
- Фуражка
- Казачий ремень с набором

### Знаки отличия
- Лампас — цветная нашивка на боковом шве брючины (шаровар), обозначает принадлежность к войсковому казачьему сословию, а цвет указывает на принадлежность к конкретному войску, обычно совпадая по цвету с околышем фуражки и верхом папахи. Казачий лампас, в отличие от других (регулярных) частей русской, а также иностранных армий, прежде всего является символом вольности, сословной принадлежности; лампасы — неотъемлемая часть формы казака, даже в мирное время.
- Офицерские погоны, галуны и шевроны разрешалось носить пожизненно[1].

## Донские казаки

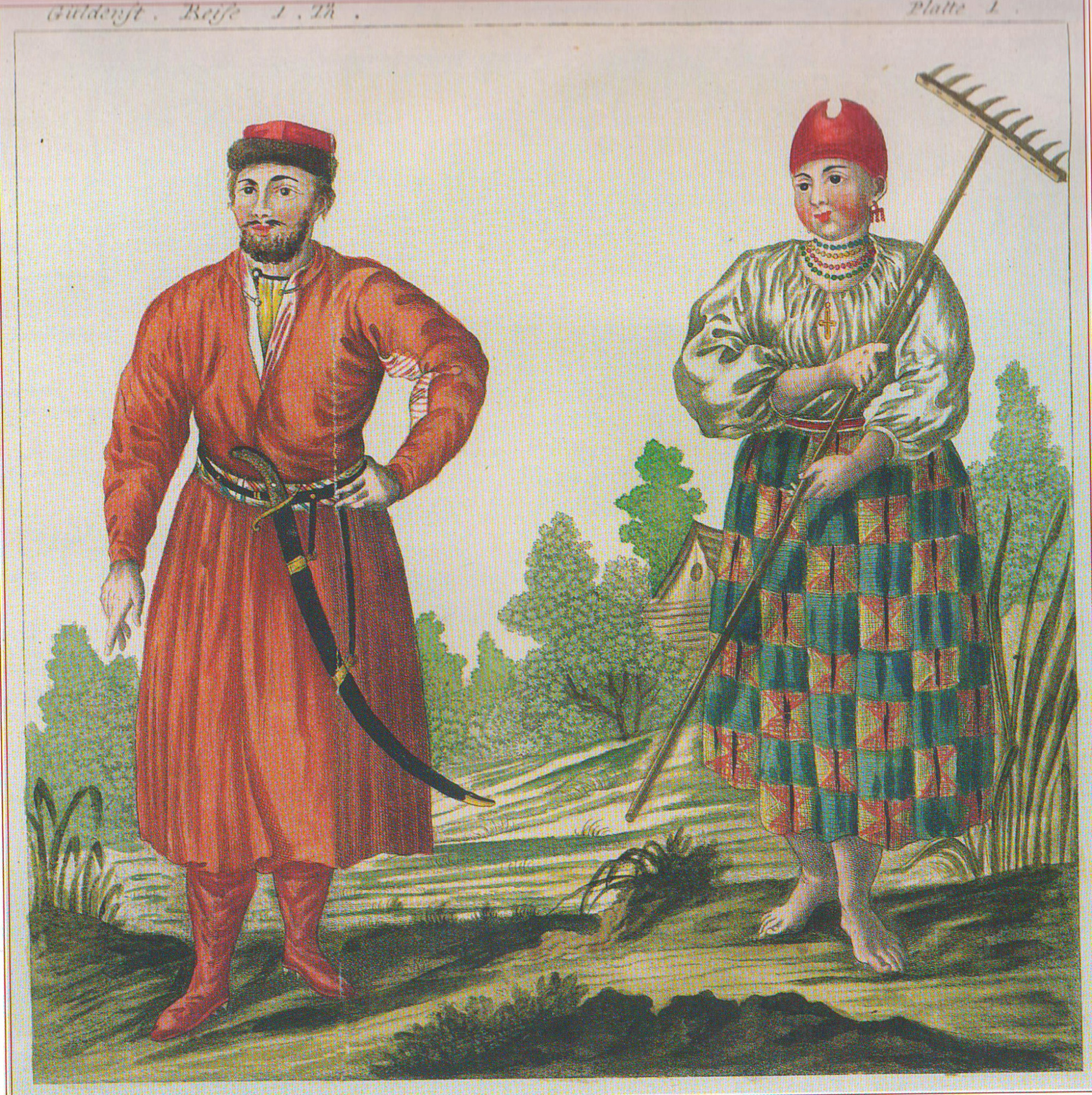
Донские казак и казачка в повседневной одежде, зарисовка из материалов экспедиции И. А. Гюльденштедта 1787 г.

Одежда казаков и казачек XVIII-го и начала XIX века подразделялась по географическому признаку на два типа: Нижнего (ныне юг Ростовской области) и Верхнего Дона (север и восток Ростовской области и запад Волгоградской области). Низовцы, жители Нижнего Дона, традиционно занимались лёгкими видами промыслов и были сильнее подвержены иностранному (польскому и восточному) влиянию, а потому одевались изысканно; в то время как верховцы — жители Верхнего Дона занимались преимущественно тяжёлым и изнурительным трудом, поэтому для их одежды была важна практичность и сдержанность. И нижнедонские, и верхнедонские казачки носили неширокие шаровары. Из тканей преимущественно использовалось сукно.
В целом казаки очень трепетно относились к самобытности своей одежды, так как рассматривали её как неотъемлемую часть своей самобытности. Реформы Петра I не коснулись одежды донских казаков, о чём атаман станицы Зимовейской (ныне станица Пугачёвская Волгоградской области) Савва Кочет благодарил государя в своём письме 1705 года: «Мы взысканы твоей милостью паче всех подданных, нас не коснулся твой указ о платье и бородах. Мы носим платье по древнему своему обычаю, которое кому понравится. Один надевается черкесом, другой — калмыком, иной в русское платье старинного покроя и мы никакого нарекания и насмешек друг другу не делаем. Немецкого платья никто у нас не носит, охоты к нему вовсе не имеем».
Мужской костюм донских казаков сложился к концу XVII-началу XVIII века. Он состоял из шаровар на учкуре, бешмета, надевавшегося на рубаху, суконного кафтана-чекменя. Бешмет был длиной до колена, с закрытой грудью, с цельными передними полами, правая поверх левой, с мягким воротником и с застежками на крючках или вислых пуговицах (ряд застёжек на пуговицах назывался «площи») посредине груди, при спине по талии — обрезной и с двумя-тремя парами складок от пояса вниз, со свободными рукавами. Бешмет опоясывался сабельным опоясьем — кожаным ремнём, украшенным медными и серебряными бляшками, к которому, что и следует из названия, прикреплялись кинжал или сабля. Чекмень шился в талию и с широкими рукавами, стянутыми в запястье манжетом, он обладал стоячим воротником, праздничный чекмень был белого цвета, а будничный — серого или чёрного. Также носили кафтан с разрезными рукавами и «заковражьями» (обшлагами), который некоторые авторы назвали «черкеской». Верхней одеждой служили кирея (широкий чекмень с шёлковыми застёжками), азям (длинный и широкий бекеш с прямыми рукавами), зипун и архалук, зимой — лисьи шубы, и тулуп, поверх которого надевался балахон — валяный из овечьей или верблюжьей шерсти плащ с капюшоном. На голове казаки носили шерстяные шапки с тканым верхом (тумаком) из бархата красного или синего цвета с собольей опушкой.
Низовые казаки носили рубаху калмыцкого покроя (с прямым разрезом на две полы), широкие шаровары, вбиравшиеся в сапоги, зипун и кафтан. Кафтаны низовцев шились из парчи, штофа, бархата и атласа.

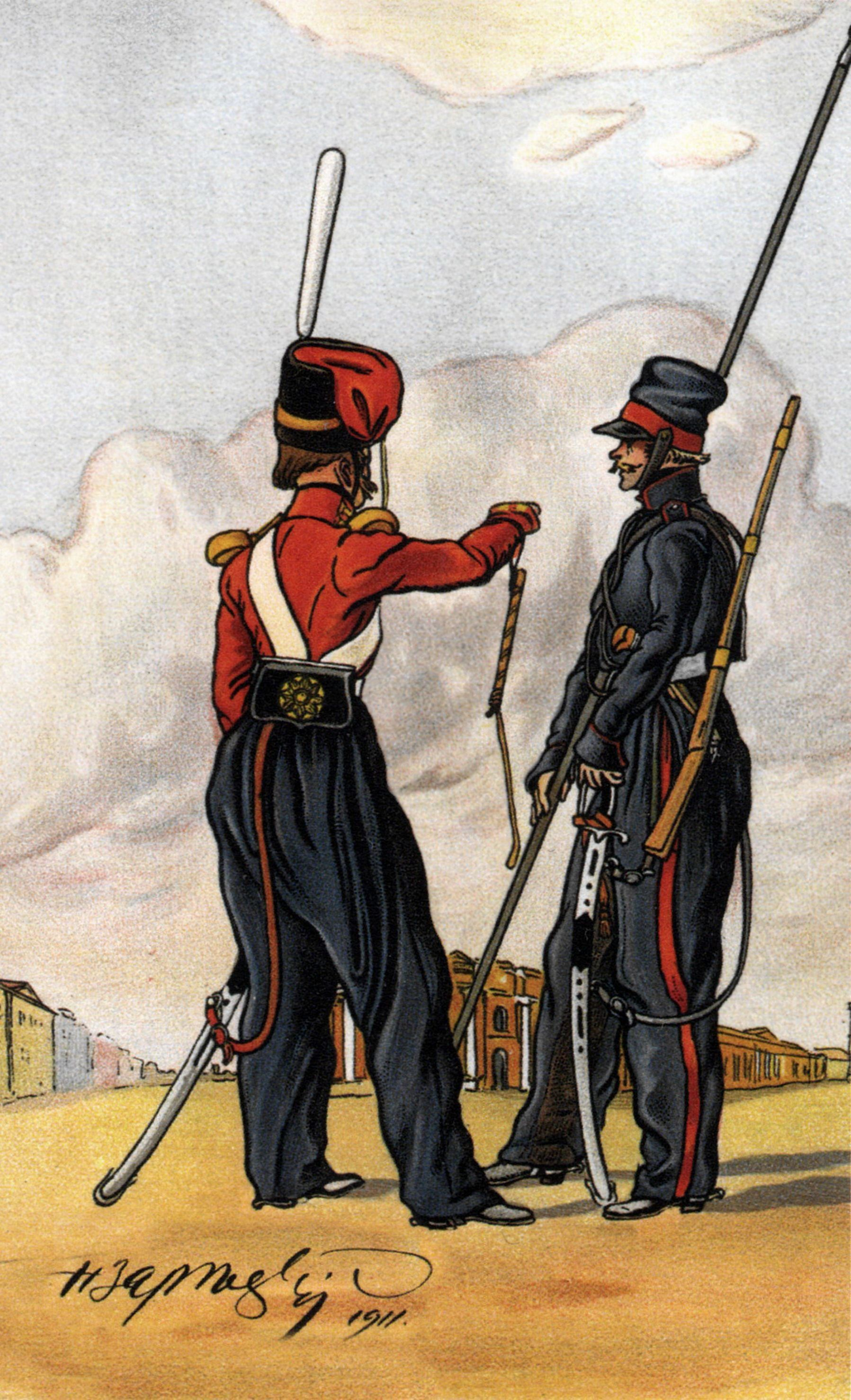
Униформа казаков к 1812 г.: слева — Казачьего лейб-гвардии полка (парадная), справа — донской казак. Рисунок Николая Зарецкого из серии «Русская армия в 1812 году», 1911 г.

Одежду донцов XVIII в. весьма подробно описал военный инженер и генерал-майор немецкого происхождения А. И. Ригельман в своём труде «История, или повествование о Донских козаках» 1778 года. Так, мужскую одежду Ригельман описывает следующим образом: «Платье носят совсем татарское, парчевое, штофное или суконное, кафтан и полукафтанье или бешмет и штаны широкие, сапоги и шапка черкесские, опоясываются кушаком».
Впервые униформа у донских казаков была введена в 1774 году. Тогда форма была введена для Азовского, Таганрогского казачьего полков, а также для казаков, служивших в крепости святого Дмитрия Ростовского (нынешний Ростов-на-Дону). Окончательно, для всего донского казачества, форма была при атаманстве Матвея Платова в 1801 году. Она состояла из куртки, шаровар с широкими красными лампасами (в то время как остальная форма была синей, данная цветовая гамма сохраняется и сейчас), заправлявшихся в сапог, чекменя, пояса с портупеей и тёмно-серой шинели, отделывавшейся синим воротником с красным кантом; и смушковой шапки-кивера с красным суконным шлыком. Кивер офицеров украшался султаном из красных перьев, впоследствии заменённым серебряной кокардой и помпоном. Кивер рядовых казаков украшался шерстяным помпоном и кокардой из шерсти. Введение униформы кардинально изменило образ жизни донских казаков: после этого одежда стала делиться на служебную, военную и повседневную. Последняя, несмотря на то, что напоминала военную форму (поскольку либо представляла донашивавшуюся форму или шилась по её образцу, но не так строго), была однобортной и отличалась по материалу, а также сохраняла черты традиционного костюма XVII-XVIII-го веков. Повседневные чекмени черкесиновые или нанковые. Что касается формы, то в ней ходили даже в церковь. Другими элементами повседневной одежды шаровары без лампас, белые холщовые рубахи (так и косоворотки, так и рубахи с вырезом по центру), а также портки. Праздничные рубахи украшались вышивкой крестиком и гладью на подоле, манжетах, вороте и планке. Такие рубахи опоясывались вязаными поясами из шёлка и шерсти с кисточками на концах. Также вышивка могла быть и на середине рубахи. Фуражка в быту носилась военная.
В начале XX века униформа донских казаков состояла из рубахи, шаровар с лампасами, гимнастёрки со стоячим воротом (до 1904 г. — белой, после — защитного цвета), длинного мундира с разрезом, красной окантовкой стоячего ворота и обшлагах рукавов и с застёжкой на крючках левой полой верх; суконной шинели защитного цвета, сапог, фуражки, папахи и серо-зеленоватого башлыка. У фуражки был синий верх, чёрный околыш и красная окантовка. Папаху носили сдвинутой козырьком в правую сторону, чтобы слева из-под неё торчал чуб.
На ногах носили белые шерстяные чулки. Казаки верили, что чулки из овечьей шерсти защищали от укусов тарантулов, поскольку овцы, по их представлениям, ели тарантулов. Помимо сапог (в XVIII веке шились из сафьяна красного или жёлтого цвета, а в XIX веке — из брезента), мужчины-казаки носили чирики (чувяки, чевяки) — яловые туфли наподобие калош преимущественно чёрного и коричневого цвета, служившие домашней обувью, но пожилыми казаками носившиеся и на выход и по праздникам; а в XVII—XVIII веках — также поршни.
Среди донских казаков, как и у других русских, ношение бороды и растительности на лице в общем было широко распространено. Стриглись донцы XVIII века под горшок (на Дону также такая причёска была известна и под названием «под арбузную корку»), в скобку (также эта причёска была известна под названием «в кружок»), и носили усы и бороды среднего размера.  В XIX веке у казаков распространяется мода на пробор волос: первоначально он был прямым, и волосы расчёсывались по бокам примерно по линии носа. С середины столетия распространился и косой пробор (подобная причёска была известна под названиями «полька», «по-польски»), волосы расчёсывали с левой стороны. Заднюю стороны головы высоко состригали, а волосы на нижней части затылка и шее даже брили. Именно с этой причёской стали делать своеобразный чуб в виде вихра волос на левой стороне головы. Такой чуб торчал из-под левой стороны головного убора — фуражки или папахи. Среди донских казаков существует следующее объяснение подобной практике: справа волосы аккуратно подстригаются и расчёсываются из-за присутствующего на правой стороне ангела, а «а слева черт крутит» волосы на чубе.
Главной особенностью гардероба нижнедонских казачек было платье кубелёк он же кубилёк (от тат. күбәләк — бабочка). Первоначально кубелёк был длиной чуть ниже колен и обладал короткими рукавами, из под которых выпускались широкие рукава рубахи, отдалённо напоминавшие крылья бабочки. Впоследствии кубелёк удлинялся. Разрез доходил до талии и застёгивался на крюки и пуговицы. По правому борту лифа располагался декоративный ряд пуговиц, называвшиеся вислыми. Опоясывались нижнедонские казачки татаурами — поясами из металлических звеньев и бархатными кушаками, вышитыми жемчугом в технике «сажение по бели».
Костюм верхнедонских казачек более схож с южнорусской одеждой: поверх длинной рубахи они надевали понёву, а с начала XIX века — сарафан и сукман — глухой сарафан с короткими рукавами и коротким вырезом, застёгивавшимся на медные пуговицы. Застёжка, называвшаяся «пазухой», по краям обшивалась широкой шёлковой лентой. Сукман шился из 4 прямых полотнищ домотканой тонкой крашеной (синей, черной), а иногда и некрашеной шерстяной ткан. Собственно сарафан был прямой, со сборками, опоясывался ниже талии плисовым поясом. Сарафаны незамужних казачек были ярких цветов и украшались кантом и тесьмой, в то время как у замужних они были более тусклых цветов и не имели украшений. Сукман же носился только замужними казачками. Незамужние казачки вплоть до венчания ходили в одних рубахах. Казачки станиц Второго Донского округа чуть выше Цимлянской (данная область известна под названием «Средний Дон») как и нижнедонские, носили кубельки.
Верхнее платье казачек состояло, прежде всего, из длинного цветного капота тонкой материи, застегнутого под шею, с очень широкими у кисти рукавами. Ригельман пишет: «поверх этого они носят зажиточные каврак или саяв и кубелеки парчевые. штофные и прочей материи, то есть кафтан долгой и полукафтанье, который только ниже колен длиною, из под коего видна шелковая цветная рубашка, также и рукава оной — по нынешнему обычно с обшивкой, как у мужчин, а по старому висят высокие; и опоясываются по кубелеку поясами и чепраками, то есть с золотым, серебряным, а иные и с дорогими каменьями и медными по ремню бляшками, разными узорами сделанными, а на переди с замошною пряжкой». Девушки «платье носят все такое ж, как и женщины, притом все без изъятия ходят в портках, а по ихнему — в штанах, зимою в тулупах, крытых разными материями».
Незамужние казачки заплетали волосы в одну косу, в которую вплетался накосник — лопастник или махор, выполнявшийся в виде металлического треугольника с монеточками на цепочках. На голове они носили следующие головные уборы: челоух (челоуч) — широкую ленту из красного бархата, отдалённо напоминавшую скуфью, украшавшуюся бисерной поднизью, жемчугом, бисером и вышивкой, и подвязывавшуюся вокруг головы; и таркич — платок треугольной или квадратной формы, складывавшийся по диагонали следующим образом: один конец покрывал косу, а два других продевались под косой и завязывались на темени. Незамужние казачки Среднего Дона носили повязки/перевязки — широкую ленту, повязывавшуюся на лбу и надевавшуюся на шапочку, усаженную медными вызолоченными «япраками» (вероятно, это «гвоздики») и «морьянами» (алыми крупными смолистыми бусами), сзади которой по спине висела коса. Лента украшалась бисером и медными и серебряными монетами. По бокам присутствовали подвески, украшавшиеся как и лента. При движении украшения перевязки издавали характерный звон, который был слышен и издалека. Перевязка носилась в сочетании с кубельком. Замужние казачки, как и остальные русские женщины, завязывали две косы, оборачивавшихся вокруг головы, а поверх одевали повойник. Нижнедонской повойник был довольно высоким (30 см в высоту) и к верху сужался (из-за чего напоминал гренадёрскую шапку), поверх него повзявывался платок, к которому могли прикрепляться цветы и разноцветные страусовые перья. По праздникам нижнедонские казачки носили шапки с собольей опушкой и бархатным четырёхугольным верхом: «нынешние же, по большей части старшинские и богатых казаков, носят с черкесского обычая собольи круглые шапки с унизанными каменьем и жемчугом, а у маломощных в узор золотом и серебром расшитым или из какой парчи, материи или бархата, плоские верхом; вдовы же носят без всякого украшения, только черные». Также замужние казачки носили кики, они же кички — головные уборы из красной ткани. Нижнедонские казачки носили по праздникам лопатообразные кики, которые Ригельман описывает, наряду с повязками, следующим образом: «На голове носят повязки с висящими по щекам чикиликами, то есть лопастьми жемчужными и поверх оных высокие кички с сороками, наподобие большой треугольной лопаты, вышитой спереди золотом, серебром и шелками в узор, а иные унизаны дорогими каменьями и жемчугом с накрытием белым тонким салником [он же шальник], то есть кисейною или флеровою фатою с распущенными сзади концами». На верхнем Дону, по свидетельству Ригельмана, «у простых и небогатых в верхних станицах жены носят с двумя рожнами посредственные и малые кички с сороками, шитые шелками и красной бумажной пряжей». Судя по имеющимся изображениям, верхнедонские кики были не только праздничным, но и повседневным головным убором. На Среднем Дону, как например, в ныне не существующей станице Верхнекумоярской (совр. Волгоградская область), рога кичек были высокими. Среднедонские кички как и нижнедонские, были исключительно праздничным убором, они также покрывались салником. К сожалению, ни один из экземпляров донских кик до наших дней не сохранился. Однако от донских казаков кички были унаследованы некрасовцами, тщательно сохранявшими их, благодаря чему они дошли до наших дней.
Упомянутые головные уборы были тяжёлыми и дорогими, поэтому в начале-середине XIX века их, за исключением таркича и зимних шапок, заменили колпаки и косынки. К примеру, кика исчезает среди зажиточных казаков в 1860-х гг., но продолжает существовать по крайней мере, в 1870-х гг., к тому моменту она представляла небольшую круглую шапочку с невысоким околышем и плоским верхом. Колпак, бывший в употреблении на Верхнем Дону, же вязался из шёлка или хлопчатобумажных тканей и надевался на волосы, сложенные в пучок. Снизу широкий край колпака загибался обшлагом и за этот обшлаг закладывался верхний конец. На конце колпака присутствовала кисточка. Выходя на улицу, на колпак надевали платок.

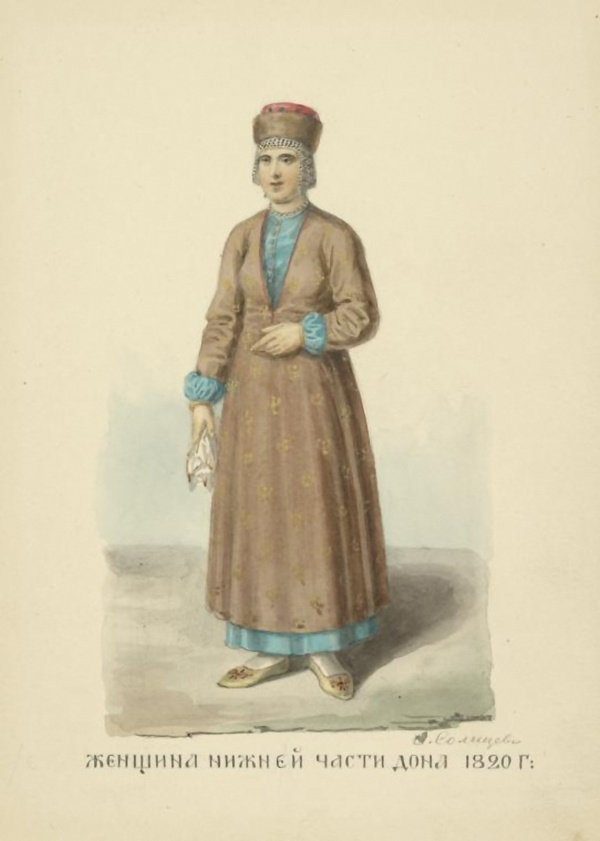
Низовская казачка в кубельке, 1820 г. Рисунок из альбома Фёдора Солнцева «Костюмы русского государства»

В холодную или ветреную погоду, а также при пыльных работах на солнцепёке казачки завязывали платки-зануздалки: в первом случае ими служили шерстяные платки и шали, а во втором — хлопковые платки и косынки. Занузадлка закрывала большую часть лица, оставляя открытыми лишь глаза.
В середине XIX века региональные различия костюма казачек в большой степени нивелировались, так как они стали следовать городской моде. В это время появляется костюм-парочка, состоявшей из блузы и длинной, до пят, и широкой юбки, изготовлявшихся из ткани одной фактуры. Однако старые казачки продолжали носить сукман в церковь и берегли в качестве похоронной одежды. Сарафан также носился лишь старухами. Кубельки к началу XX века выходили из обихода. Бытовало несколько фасонов блузы: разлетайка или бабёшка (свободного покроя со стоячим воротником и застёжкой на левом боку, но без талии, носились преимущественно замужними женщинами), матинэ (блуза, обильно украшавшаяся кружевом на кокетке), кираса и баска (приталенные блузы, подчёркивавшие фигуру и обладавшие застёжкой спереди, носились преимущественно незамужними девушками и молодыми женщинами). Под влиянием этих фасонов сложился новый, под названием «казачок», носившийся женщинами в других регионах России, но не прижившийся среди самих казачек. Шились парочки из бархата, репса, кашемира, плиса, атласа и тому подобных тканей. Выходные парочки шились из однотонных, реже полосатых, клетчатых тканей или тканей с узорно-геометрическими принтами, а гораздо реже — из тканей в цветочек. Рабочие и будничные парочки однотонных или цветастых легких ситцев, сатина и домотканых холста и хлопчатобумажных тканей.
В конце XIX века в обиход донских казачек входит файшонка — головной убор из связанных на коклюшке чёрных кружев. Её носили двумя способами: цепляли центральную часть на пучок волос, оставляя концы свободно свисать; или завязывали на прическу лопастями бантом. Этимология данного слова неясна: по одной версии, название происходит от фр. fanchon — «косынка», а по другой от нем. Fein — «прекрасный». Файшонки носились замужними казачками. В начале XX века у молодых женщин входит в моду шлычка — небольшой круглой шапочки, надевавшейся на пучок волос таким образом, чтобы спереди они были немного видны. Пучок поддерживал шлычку в приподнятом положении, для этой же цели под верхний слой подкладывалась вата. Затягивалась шлычка на голове спереди продетой в нее тесемкой или прикалывалась блестящей шпилькой, она шилась из дорогой яркой ткани и украшалась вышивкой, блёстками и стеклярусом. Поверх головы с шлычкой надевались платок или шальник из прозрачного шёлка.
На ногах казачки носили грубые чулки из шерсти и хлопка — карпетки или чулапки, на которые надевались лапти или поршни (на Верхнем Дону), кожаные чулки — ичиги, красившиеся в жёлтый; и сафьяновые туфли или башмаки (на Верхнем Дону называвшиеся чириками) красные, шитые золотом, вдовы носили чёрные. Ичиги служили домашней обувью, а при выходе на улицу на ичиги надевали туфли. Туфли-чирики на Верхнем Дону были праздничной обувью. В XIX веке чирики были домашней обувью наподобие тапочек, о чём в частности, упоминает Шолохов в романе «Тихий Дон». В то время чирики были яловыми на толстой кожаной подошве, и красились в тёмные цвета, на нарядных чириках присутствовал кант из светлой или тёмной кожи, они вышивались красными или жёлтыми нитками, а также на них могли делать точечные прорезные узоры. Пожилые казачки носили чирики и по праздникам. Летом казачки могли ходить босиком.

## Некрасовцы
Советник Константинопольского посольства Я. И. Смирнов в 1895 г. описал одежду некрасовских женщин. Они носили высокие кички о двух рогах из золотой парчи под желтым шелковым покрывалом, ватные кофты-бешметы с большими дутыми пуговками, обшитые но бортам мелкими серебряными монетами, при коротких рукавах, из которых выпускались рукава платья, падавшие вниз широкими углами. Наряд дополняли красные сапоги и пояса с серебряным набором. Мужская рубаха, носившаяся навыпуск и подпоясывавшаяся шерстяным поясом, отделывалась по подолу кырымызом — красной полосой. Юноши и женатые мужчины носили рубахи с «воротом» — яркой вышивкой крестом на груди. В быту мужчины-некрасовцы носили синие (киндечные) шаровары, а по праздникам — красные (кырымызовые). Поверх носили стёганый бешмет чуть ниже колен без застёжки (но украшавшийся рядом вислых металлических пуговиц) желтоватого цвета. На голове носили барашковые шапки.

## Кубанскиеитерские казаки
Формирование культуры терских казаков происходило на протяжении XVI—XIX веков под сильнейшим влиянием окружавших их кавказских народов: кабардинцев, кумыков, чеченцев и других. Всё это привело к тому, что к рубежу XIX—XX веков молодое поколение поголовно ходило в костюмах, практически не отличавшихся от общекавказских, а особенности быта тех мест, откуда они пришли (как правило, терцы были потомками переселявшихся на Закавказье донских и уральских казаков, а также стрельцов), и костюмов в том числе, настолько нивелировались, что их можно восстановить лишь по воспоминаниям представителей старшего поколения. Аналогично и с кубанцами — потомков запорожских казаков, переселившихся на Прикубанье после расформирования Запорожской Сечи.
Кавказские казаки всегда носили тот же костюм, что и горские народы, то есть бешмет, черкеску — особый род чекменя, широкие шаровары, сапоги-наговицы — ичеги и чувяки, а на бритую голову — папаха. Черкеска, хотя и отличается от чекменя отсутствием манжет на широких рукавах, нашитыми на груди патронташами-газырями и другими мелкими частностями, но в основе её крой подобен крою чекменя и, безусловно в какой-то мере связан со скифскими образцами. Черкески изготавливались из сукна различных цветов: черного, коричневого, серого и т. д. Декабрист Александр Беляев, находившийся в ссылке на Кавказе, вспоминал, что казаки носили белые и жёлтые черкески. В целом будничные черкески были тёмных тонов, в то время как праздничные — светлых. Черкеска (как и бешмет) должна была плотно сидеть на фигуре носителя, подчёркивая его фигуру. Подол черкески был широкий, и одна из пол перекрывала другую. Длина могла доходить до колен и ниже: до середины икры и даже до пола. Черкески застёгивались на крючки. По праздникам украшали черкески серебряные цепочки с подвесками, крепившиеся к газырям, шнурами-китицами и галунными лентами, носившимися через плечо. На работе черкески не носили. Ватный бешмет использовался в качестве тёплой одежды для прохладной погоды. Бешмет, помимо застёжек, также застёгивался на серебряные пуговицы и воздушные петли. Как правило, бешмет шился из ткани, контрастной черкеске, как то: атлас, ситец или рипс. Форменный бешмет кубанского казачьего войска — красного цвета.
Именно костюм терцев и кубанцев является наиболее узнаваемым и востребованным среди всех казачьих. Современная традиционная одежда также шьётся из синтетических тканей (что в целом не приемлемо и противоестественно для народного костюма), а современные черкески, в отличие от аутентичных, могут обладать «пиджачным» покроем и подплечниками, не иметь запаха и могут застёгиваться на молнии.
Казачье женское платье на Тереке в некоторых деталях сохранялось от прежних времен еще в начале XX века: бешмет одетый на цветную рубаху. Головной убор замужних казачек назывался — сорочка и состоял из подкосника, сорочки и стягаша (представлял из себя небольшой красный кумачовый платок, завязывавшийся на затылке). Поверх всего одевался шелковый или батистовый накрахмаленный платок, именовавшийся ширинкой, обычно палевого цвета, по центру которого проглаживалась канавка (стрелка). Девицы же одевали только стягаш и ширинку.

### Одежда донских казаков
- Алёна Яблокова. Одежда донских казачек: стереотипы и реальность. livemaster.ru. Ярмарка Мастеров (3 июля 2017). Дата обращения: 9 августа 2021.
- Алёна Яблокова. Головные уборы и причёски казачек. Свет станиц (20 мая 2018). Дата обращения: 9 августа 2021.
- Алёна Яблокова. Кичка казачки, какая она? Свет станиц (5 марта 2018). Дата обращения: 9 августа 2021.
- Мария Антропова. История костюма донских казаков: от зипуна до мундира. livemaster.ru. Ярмарка Мастеров (15 февраля 2015). Дата обращения: 16 марта 2022.
- Алёна Яблокова и Екатерина Гобозова. Что на самом деле носили казаки? Разрушаем современные стереотипы о казачьем костюме. Свет станиц (3 декабря 2017). Дата обращения: 8 апреля 2022.
- Алёна Яблокова. Всё о казачьих парочках: кратко и красиво. Свет станиц (16 июня 2018). Дата обращения: 9 апреля 2022.
- Беловинский Л. В. История русской материальной культуры. Часть 1.. — М.: Издательство Московского государственного университета культуры, 1995. — 112 с. — 3000 экз. — ISBN 5-85652-032-7.
- Логинов А. Н. Костюм донского казачества в XVI-XIX веках. — Волгоград, 2008. — 900 экз. — ISBN 978-5-98424-095-6.